# Опсада Цариграда (1411)
Опсада Цариграда 1411. године догодила се током Грађанског рата у Османском царству (1402—1413) насталом након смрти турског султана Бајазита у бици код Ангоре. Иако је за султана проглашен Мехмед I Челеби, његова браћа Иса, Муса и Сулејман нису прихватала његову власт. Резултат тога је грађански рат.

## Опсада
Пре битке на Анкари, Византија је била само пион Османског царства. Међутим, када је због грађанског рата стање у Турској ослабило, она је постала значајан играч у борби за османски престо. Византијски цар Манојло II Палеолог и његов регент Јован VII Палеолог подржавали су Сулејмана у његовој борби за престо, након чега су и потписали и Галипољски уговор који им је гарантовао неке територије које ће им бити препуштене. За узврат им је Сулејман обећао неке територије дуж обала Мраморног мора. Сулејман је себе прогласио за султана у Једрену, престоници Румелије.
Међутим, Муса је поразио Сулејмана у бици код Космидиона 1410. године. Сулејман је заробљен и убијен од стране мештана 1411. године. Муса постаје нови султан и одлучује да се освети свим Сулејмановим савезницима укључујући и Византију. Опсада Цариграда подигнута је исте године.
Након Мусиних пораза од стране Мехмеда 1411. и 1412. године опсада је подигнута. Године 1413. Мехмед добија подршку српског деспота Стефана Лазаревића и односи победу над Мусом у бици код села Чаморлу којом је освојио султански престо.